# Les Ableuvenettes
Les Ableuvenettes  (/lez‿ab.lø.və.nɛt/) est une commune française située dans le département des Vosges, en région Grand Est.

## Géographie

### Localisation

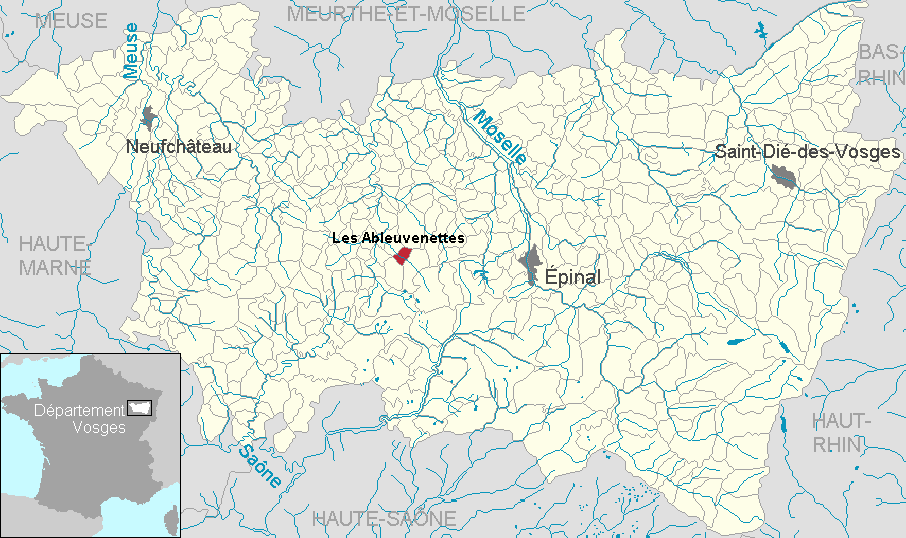
Localisation dans le département.

Cette petite commune rurale est à 5 km au sud de Dompaire. Elle est formée de deux sections, la Petite Ableuvenette au sud et la Grande Ableuvenette au nord, séparées par l'Illon, un affluent droit du Madon.

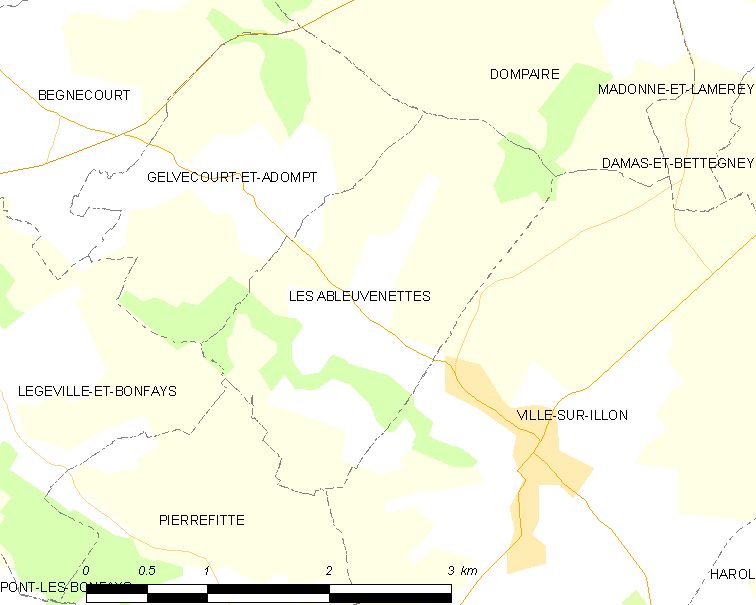
Situation géographique des Ableuvenettes.

### Communes limitrophes
| Gelvécourt-et-Adompt |               | Dompaire        |
|                      | Ableuvenettes |                 |
| Légéville-et-Bonfays | Pierrefitte   | Ville-sur-Illon |

### Hydrographie et les eaux souterraines
Hydrogéologie et climatologie : Système d’information pour la gestion des eaux souterraines du bassin Rhin-Meuse :
Territoire communal : Occupation du sol (Corinne Land Cover); Cours d'eau (BD Carthage),
Géologie : Carte géologique; Coupes géologiques et techniques,
 Hydrogéologie : Masses d'eau souterraine; BD Lisa; Cartes piézométriques.

#### Réseau hydrographique
La commune est située dans le Bassin versant du Rhin au sein du Bassin Rhin-Meuse. Elle est drainée par le ruisseau de l'Illon et le ruisseau du Gueux,.
L'Illon, d'une longueur totale de 12,7 km, prend sa source dans la commune de Harol et se jette  dans le Madon à Begnécourt, en limite avec Bainville-aux-Saules, après avoir traversé cinq  communes.

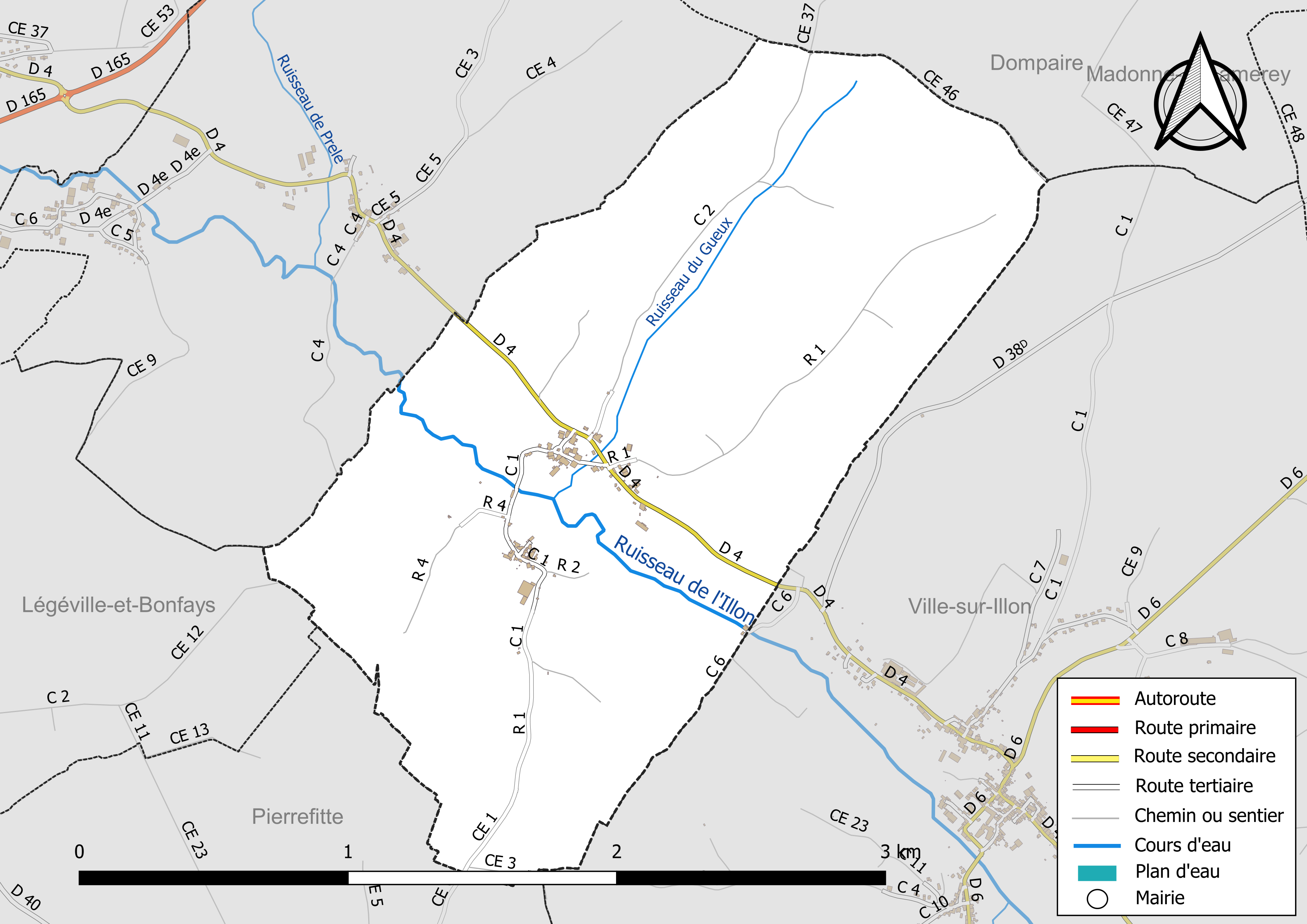
Réseaux hydrographique et routier des Ableuvenettes.

#### Gestion et qualité des eaux
Le territoire communal est couvert par le schéma d'aménagement et de gestion des eaux (SAGE) « Nappe des Grès du Trias Inférieur ». Ce document de planification, dont le territoire comprend le périmètre de la zone de répartition des eaux de la nappe des Grès du trias inférieur (GTI), d'une superficie de 1 497 km2,  est en cours d'élaboration. L’objectif poursuivi est de stabiliser les niveaux piézométriques de la nappe des GTI et atteindre l'équilibre entre les prélèvements et la capacité de recharge de la nappe. Il doit être cohérent avec les objectifs de qualité définis dans les SDAGE Rhin-Meuse et Rhône-Méditerranée. La structure porteuse de l'élaboration et de la mise en œuvre est le conseil départemental des Vosges.
La qualité des eaux de baignade et des cours d’eau peut être consultée sur un site dédié géré par les agences de l’eau et l’Agence française pour la biodiversité.
Syndicat Intercommunal d’Eau Potable des Ableuvenettes (SIEP).

### Climat
Pour des articles plus généraux, voir Climat du Grand Est et Climat des Vosges.
En 2010, le climat de la commune est de type climat des marges montargnardes, selon une étude du Centre national de la recherche scientifique s'appuyant sur une série de données couvrant la période 1971-2000. En 2020, Météo-France publie une typologie des climats de la France métropolitaine dans laquelle la commune est exposée à un climat semi-continental et est dans la région climatique  Lorraine, plateau de Langres, Morvan, caractérisée par un hiver rude (1,5 °C), des vents modérés et des brouillards fréquents en automne et hiver. 
Pour la période 1971-2000, la température annuelle moyenne est de 9,8 °C, avec une amplitude thermique annuelle de 17,1 °C. Le cumul annuel moyen de précipitations est de 953 mm, avec 12,4 jours de précipitations en janvier et 10 jours en juillet. Pour la période 1991-2020, la température moyenne annuelle observée sur la station météorologique de Météo-France la plus proche, « Dommartin-aux-Bois_sapc », sur la commune de Dommartin-aux-Bois à 7 km à vol d'oiseau, est de 10,6 °C et le cumul annuel moyen de précipitations est de 908,9 mm. 
La température maximale relevée sur cette station est de 39,4 °C, atteinte le 25 juillet 2019 ; la température minimale est de −17,5 °C, atteinte le 20 décembre 2009,,. 
Les paramètres climatiques de la commune ont été estimés pour le milieu du siècle (2041-2070) selon différents scénarios d'émission de gaz à effet de serre à partir des nouvelles projections climatiques de référence DRIAS-2020. Ils sont consultables sur un site dédié publié par Météo-France en novembre 2022.

## Urbanisme

### Typologie
Au 1er janvier 2024, Les Ableuvenettes est catégorisée commune rurale à habitat dispersé, selon la nouvelle grille communale de densité à sept niveaux définie par l'Insee en 2022.
Elle est située hors unité urbaine. Par ailleurs la commune fait partie de l'aire d'attraction d'Épinal, dont elle est une commune de la couronne,. Cette aire, qui regroupe 118 communes, est catégorisée dans les aires de 50 000 à moins de 200 000 habitants,.

### Occupation des sols
L'occupation des sols de la commune, telle qu'elle ressort de la base de données européenne d’occupation biophysique des sols Corine Land Cover (CLC), est marquée par l'importance des territoires agricoles (86,2 % en 2018), une proportion identique à celle de 1990 (86,2 %). La répartition détaillée en 2018 est la suivante : 
terres arables (57,2 %), prairies (27,9 %), forêts (13,8 %), zones agricoles hétérogènes (1 %). L'évolution de l’occupation des sols de la commune et de ses infrastructures peut être observée sur les différentes représentations cartographiques du territoire : la carte de Cassini (XVIIIe siècle), la carte d'état-major (1820-1866) et les cartes ou photos aériennes de l'IGN pour la période actuelle (1950 à aujourd'hui).

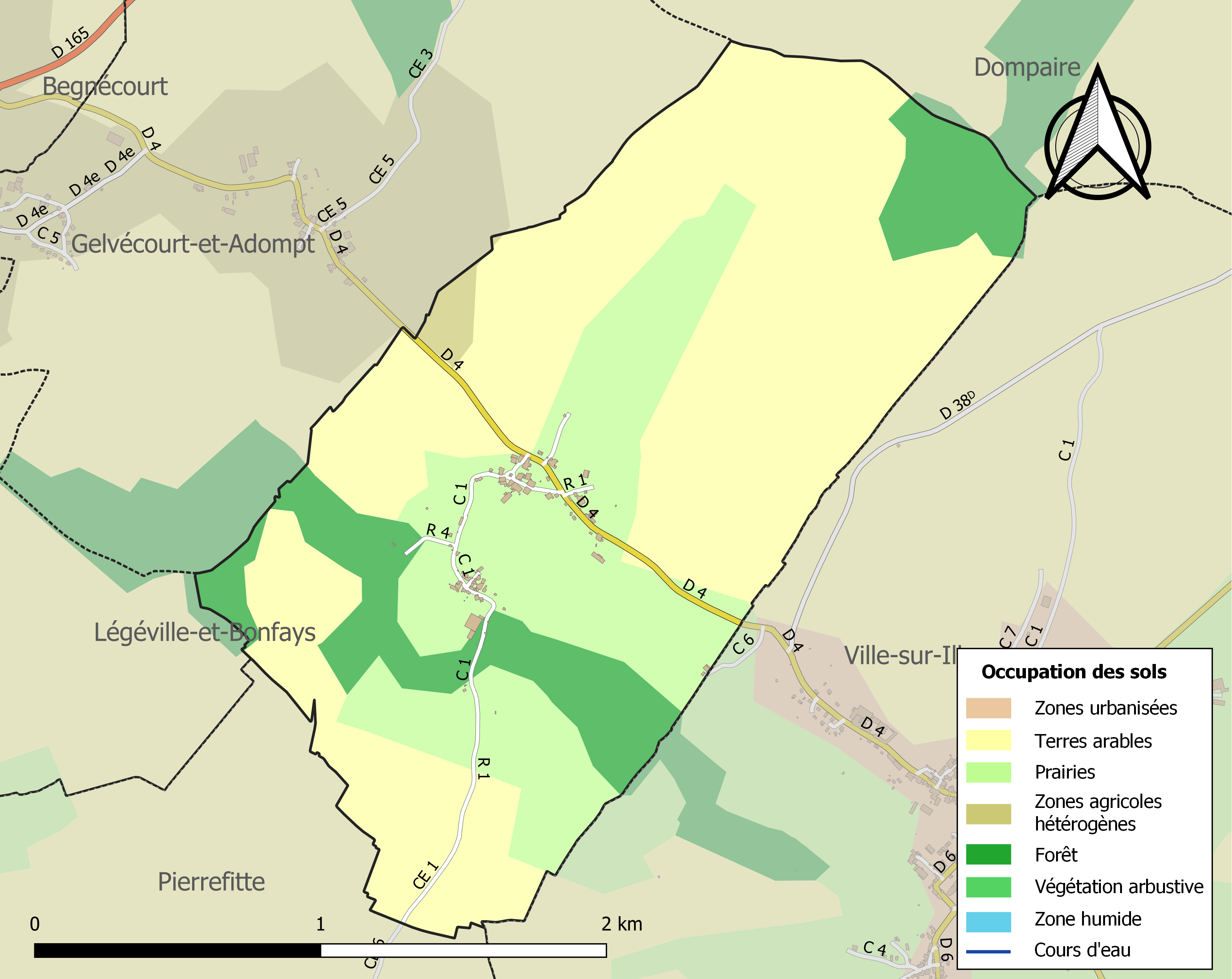
Carte des infrastructures et de l'occupation des sols de la commune en 2018 (CLC).

### Voies de communications et transports

#### Transports en commun

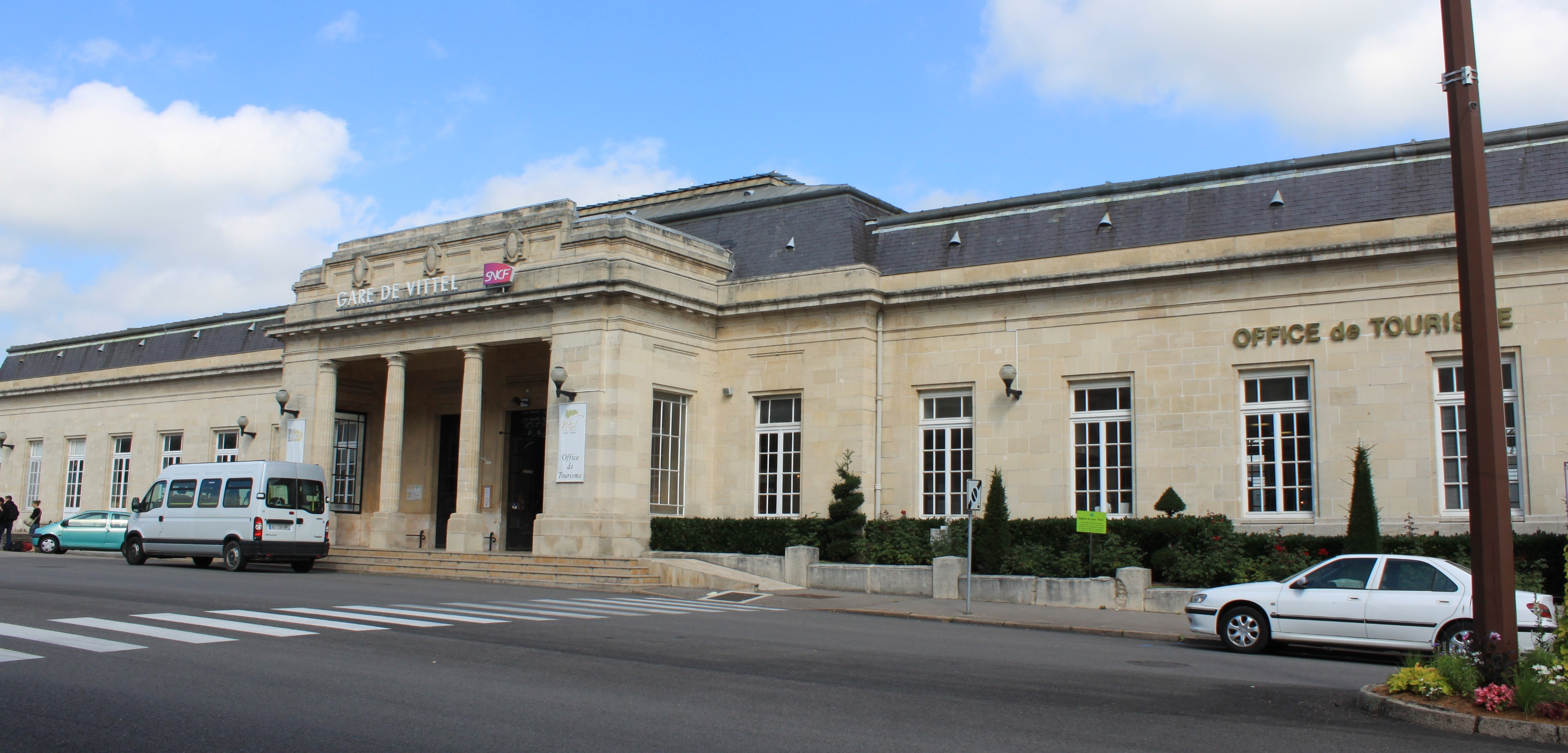
Gare de Vittel.

- Fluo Grand Est.

#### Lignes SNCF
- Gare de Vittel
- Gare de Thaon
- Gare d'Épinal

#### Transports aériens
- Aéroport d'Épinal-Mirecourt « Vosges Aéroport ».

À partir de l'été 2021, l’aéroport d’Épinal-Mirecourt devient le pélicandrome de la Zone Est et servira ainsi de base de ravitaillement et d’intervention pour les avions bombardiers d’eau Q Series ou de Havilland Canada DHC-8, aussi connu sous le nom de Dash 8.

## Toponymie
Le nom de la localité est attesté sous les formes Albuvene (1147) ; Alodium de Albuvisnei (1148) ; Albovenel (1187) ; Abovignel (1228) ; Nueutleyt en Vosge (1276) ; Abuesveney (1295) ; « Avuenemay au paroissage de Dommartin et de Guynoncourt » (1305) ; Ysabel d’Abueveney (1316) ; Aubuevenay (1358) ; Abwelleney (1401) ; Abuefveney (1440) ; Buevenel (1444) ; Ableuvenet (1540) ; Ban des Aubieuvenez (1564) ; La grande et petite Abeufvenet (XVIe siècle) ; Ableufvenet (1628) ; Beinvenay (1656) ; Les Abeuvenet ou Ableuvenet (1711) ; Ablevenet (1737) ; Aubleuvenet, Ablevenet la grande et la petite (1749) ; Ablevenette grande et petite (1751) ; Le ban d’Ambleuvenet, Ablevenette la grande, Ablevenette la petite (1768) ; Ablevenet la grande, Ablevenet la Petite (1779) ;  « on prononce et on écrit quelquefois Aublevenay, la gde, la pte » (XVIIIe siècle) ; « Commune des Aubleuvenettes, grande et petite » (1790).

## Histoire
La carte archéologique signale que la commune se trouve sur le tracé de la voie romaine d’Escles à Vaubexy,. La découverte de pièces de monnaie atteste la fréquentation du lieu par les Romains.
En 1594, la commune ressortissait au bailliage de Vôge (prévôté de Dompaire et de Valfroicourt, ban de Madonne). En 1710, elle dépendait du bailliage des Vosges, prévôté de Dompaire. En 1751, elle relevait du bailliage et de la maîtrise de Darney (coutume de Lorraine), avant de dépendre – pendant la Révolution – du district de Mirecourt, canton de Dompaire.
Au spirituel, la paroisse est une annexe de Dommartin-lès-Ville, doyenné de Porsas, diocèse de Toul puis de Saint-Dié.

## Politique et administration

### Découpage territorial

#### Intercommunalité
Les communes de Dompaire, Bouxières-aux-Bois, Les Ableuvenettes et Racécourt, déjà membres du syndicat mixte du Pays des Vosges centrales, se retrouvent, avec d'autres, dans la communauté de communes de Mirecourt Dompaire.
Par arrêté préfectoral du 15 septembre 2023, la commune est retirée le 1er janvier 2024 de l'arrondissement d'Épinal et rattachée à l'arrondissement de Neufchâteau.

### Liste des maires
| Période                                  | Période                      | Identité         | Étiquette | Qualité |
| ---------------------------------------- | ---------------------------- | ---------------- | --------- | ------- |
| Les données manquantes sont à compléter. |                              |                  |           |         |
| mars 2001                                | mars 2008                    | Martine Nicolas  |           |         |
| mars 2008                                | mai 2020                     | Louis Mulot      |           |         |
| mai 2020                                 | En cours (au 6 juillet 2023) | Jérôme Contejean | SE        | [ 23 ]  |

### Budget et fiscalité 2022

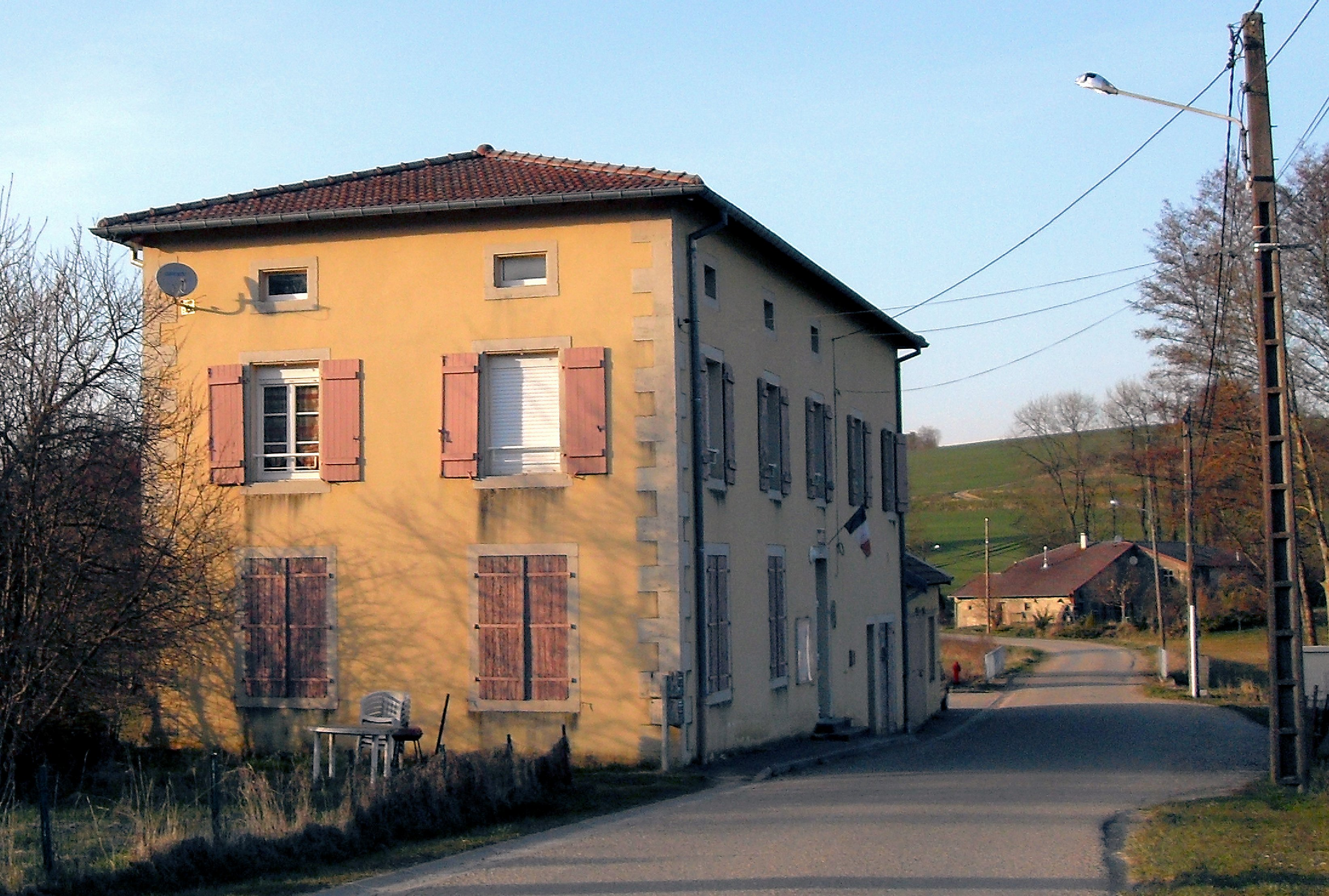
La mairie des Ableuvenettes.

En 2022, le budget de la commune était constitué ainsi :
- total des produits de fonctionnement : 55 000 €, soit 944 € par habitant ;
- total des charges de fonctionnement : 53 000 €, soit 921 € par habitant ;
- total des ressources d'investissement : 83 000 €, soit 1 438 € par habitant ;
- total des emplois d'investissement : 2 000 €, soit 39 € par habitant ;
- endettement : 0 €, soit 8 € par habitant.

Avec les taux de fiscalité suivants :
- taxe d'habitation : 44,02 % ;
- taxe foncière sur les propriétés bâties : 42,53 % ;
- taxe foncière sur les propriétés non bâties : 20,11 % ;
- taxe additionnelle à la taxe foncière sur les propriétés non bâties : 0,00 % ;
- cotisation foncière des entreprises : 0,00 %.

Chiffres clés Revenus et pauvreté des ménages en 2021 : médiane en 2021 du revenu disponible, par unité de consommation.

## Population et société

### Démographie

#### Évolution démographique
L'évolution du nombre d'habitants est connue à travers les recensements de la population effectués dans la commune depuis 1793. Pour les communes de moins de 10 000 habitants, une enquête de recensement portant sur toute la population est réalisée tous les cinq ans, les populations de référence des années intermédiaires étant quant à elles estimées par interpolation ou extrapolation. Pour la commune, le premier recensement exhaustif entrant dans le cadre du nouveau dispositif a été réalisé en 2007.

En 2022, la commune comptait 67 habitants, en évolution de −1,47 % par rapport à 2016 (Vosges : −2,96 %, France hors Mayotte : +2,11 %).
| 1793 | 1800 | 1806 | 1821 | 1831 | 1836 | 1841 | 1846 | 1856 |
| ---- | ---- | ---- | ---- | ---- | ---- | ---- | ---- | ---- |
| 192  | 204  | 209  | 228  | 255  | 247  | 245  | 256  | 221  |

| 1861 | 1866 | 1876 | 1881 | 1886 | 1891 | 1896 | 1901 | 1906 |
| ---- | ---- | ---- | ---- | ---- | ---- | ---- | ---- | ---- |
| 198  | 206  | 171  | 166  | 174  | 159  | 163  | 172  | 185  |

| 1911 | 1921 | 1926 | 1931 | 1936 | 1946 | 1954 | 1962 | 1968 |
| ---- | ---- | ---- | ---- | ---- | ---- | ---- | ---- | ---- |
| 157  | 115  | 136  | 124  | 121  | 110  | 138  | 113  | 92   |

| 1975 | 1982 | 1990 | 1999 | 2006 | 2007 | 2012 | 2017 | 2022 |
| ---- | ---- | ---- | ---- | ---- | ---- | ---- | ---- | ---- |
| 82   | 85   | 70   | 69   | 63   | 62   | 75   | 62   | 67   |

### Enseignement
Établissements d'enseignements :
- Écoles maternelles à Dompaire, Bainville-aux-Saules, Damas-et-Bettegney, Lerrain, Harol.
- Écoles primaires à Ville-sur-Illon, Begnécourt, Dompaire, Madonne-et-Lamerey, Damas-et-Bettegney.
- Collèges à Dompaire, Mirecourt, Golbey, Thaon-les-Vosges, Épinal.
- Lycées à Harol, Mirecourt, Thaon-les-Vosges, Épinal.

### Santé
Professionnels et établissements de santé :
- Médecins à Dompaire, Lerrain, Damas-et-Bettegney, Mattaincourt, Girancourt, Mirecourt.
- Pharmacies à Dompaire, Lerrain, Girancourt, Mirecourt.
- Hôpitaux à Ville-sur-Illon, Mattaincourt, Mirecourt.

### Cultes
- Culte catholique, Paroisse La-Croix-de-Virine[32], Diocèse de Saint-Dié.

## Économie

### Entreprises et commerces

#### Agriculture
- Culture de céréales, de légumineuses et de graines oléagineuses.
- Sylviculture et autres activités forestières.
- Culture de la vigne.

#### Tourisme
- Hébergements à Dombasle-devant-Darney, Sanchey, Mirecourt.

#### Commerces
- Commerces et services de proximité
- En décembre 2012, un permis de construire pour l'implantation de 18 éoliennes a été déposé aux Ableuvenettes, à Gelvécourt-et-Adompt et Ville-sur-Illon.

## Culture locale et patrimoine

### Lieux et monuments
- Début 2017, la commune est « réputée sans clochers »[33].
- Cimetière communal[34].
- La chapelle Saint-Job, visible sur le cadastre de 1842 (AD88-3P4941), est en ruine.
- Patrimoine architectural rural recensé par le service régional de l'Inventaire général du patrimoine culturel[35].
- Monument commémoratif 1914-1918 dans le cimetière[36],[37].
- Ensemble de quatre fontaines-lavoirs publics.

### Personnalités liées à la commune
- Instituteurs et institutrices[38] :

Jean Baptiste Parisot.
Edouard Helluy.

## Pour approfondir